# Alorski jezik
Alorski jezik (alor; alorese; ISO 639-3: aol), jedan od trinaest jezika podskupine flores-lembata, šire timorske skupine, kojim govori 25 000 ljudi (Grimes, Therik, Grimes, Jacob 1997) na otoku Alor i nekim susjednim otocima u Indoneziji.
Služe se i jezikom lamaholot [slp]. 

## Vanjske poveznice
- Ethnologue (14th)
- Ethnologue (15th)